# Alexander Kletsel
Alexander Kletsel (* 18. Juli 1959 in Mykolajiw) ist ein ukrainisch-deutscher Gynäkologe und Geburtshelfer mit dem Schwerpunkt in spezieller Geburtshilfe und Perinatalmedizin, spezieller operativer Gynäkologie und gynäkologischer Onkologie.

## Ausbildung
Kletsel studierte 1976 bis 1981 Medizin an der 1. medizinischen Hochschule in Leningrad und 1981 bis 1982 an der medizinischen Hochschule in Odessa.
1996 erhielt er den Facharzttitel für Frauenheilkunde und Geburtshilfe durch die Ärztekammer Westfalen-Lippe verliehen. 1999 hat Kletsel die Dissertation mit dem Thema „Primäre Tumormultiplizität von Organen des weiblichen Reproduktionssystems“ mit dem Grad des Doktors der Medizin verteidigt. Seit 2003 hat er die Ermächtigung der fakultativen Weiterbildung „Spezielle Operative Gynäkologie“ durch die Ärztekammer Niedersachsen erhalten und verfügt über alle zusätzlichen Weiterbildungen auf dem Gebiet Frauenheilkunde und Geburtshilfe in der Speziellen Operativen Gynäkologie (2008), in der Speziellen Geburtshilfe und Perinatalmedizin (2009) und in der Gynäkologischen Onkologie (2010). 2005 hat er im ordentlichen Habilitationsverfahren mit dem Thema „Primäre endokrine Therapie des Mammakarzinoms“ (Forschungsinstitut für Onkologie N. N. Petrov, St. Petersburg) seine wissenschaftliche Befähigung erwiesen und erfolgreich die Habilitation erzielt. Von 2007 bis 2008 schloss er seine wissenschaftliche Arbeit im Forschungsinstitut für Onkologie N. N. Petrov, St. Petersburg zur Verleihung der Professur ab.

## Klinische Tätigkeit

### In der Sowjetunion
Kletsel war sowohl an der Klinik des Forschungsinstitutes für Onkologie in St. Petersburg, als auch im Gebietskrankenhaus in Nikolajew beschäftigt. Eingesetzt wurde Kletsel im geburtshilflichen und im gynäkologischen Sektor. Darüber hinaus war er drei Jahre lang als stellvertretender Chefarzt tätig.
1991 folgte die Übersiedlung nach Deutschland.

### In Deutschland
Kletsel konnte in Deutschland ein erstes Aufgabenfeld als wissenschaftlicher Mitarbeiter an der Westfälischen Wilhelms-Universität in Münster finden, wo er von 1992 bis 1999 tätig war. Von 1996 bis 1999 versorgte er dort als Funktionsoberarzt mit dem Schwerpunkt gynäkologische Onkologie alle Bereiche der Frauenklinik. Zwischen 1999 und 2001 war Kletsel als niedergelassener Arzt mit eigener Belegabteilung in Unna-Massen beschäftigt. In der Zeit von September 2001 bis März 2002 arbeitete er als Oberarzt an der städtischen Frauenklinik Berg in Stuttgart.
Ab 2002 war Kletsel als Oberarzt an der Frauenklinik am Klinikum Osnabrück, sowohl in der geburtshilflichen Abteilung und im Kreißsaal, als auch in dem operativ-gynäkologischen und ontologischen Bereich, tätig. In Kooperation mit der dortigen urologischen Klinik, gelang ihm dort die Etablierung einer gemeinsamen urogynäkologischen Sprechstunde, die 2003 zu einem Beckenbodenzentrum unter der Leitung Kletsels ausgebaut wurde. Am 1. Januar 2003 wurde er zum Stellvertreter des Chefarztes der Frauenklinik und Leiter der Abteilung „Operative Gynäkologie“ ernannt. 2007 schied er aus dem Klinikum Osnabrück aus.
Vom 1. Mai 2008 bis zum 15. Oktober 2009 war Kletsel im Klinikum Aschaffenburg, dem akademischen Lehrkrankenhaus der Universität Würzburg, unter der Leitung von Alexander T. Teichmann als Leiter des Bereiches „Operative Gynäkologie“ und Beckenbodenzentrum sowie in Vertretung des Chefarztes der Frauenklinik des Klinikum Main Spessart beschäftigt.
November 2009 bis August 2010 war er als Chefarzt der Klinik für Frauenheilkunde und Geburtshilfe an den Kreiskliniken Darmstadt-Dieburg in Groß-Umstadt tätig.
Vom Oktober 2012 bis zum 31. Januar 2014 war er als Oberarzt der Klinikum der J. W. Goethe-Universität Frankfurt am Main in der Klinik für Frauenheilkunde und Geburtshilfe angestellt.
Ab dem 1. Februar 2014 war Kletsel als leitender Oberarzt und Chefarztvertreter der Klinik für Gynäkologie und Geburtshilfe des Klinikums Dahme-Spreewald tätig, ab dem 14. August 2014 war er der Chefarzt für Gynäkologie und Geburtshilfe der Klinik Ernst von Bergmann in Bad Belzig, deren Kreißsaal zum 1. April 2014 geschlossen wurde und die Frauenklinik zum Jahresende 2014 den Status einer eigenen Klinik verlor.
Seit dem 1. November 2014 betreibt er eine Privatpraxis in Berlin.

### Hospitationen
- Februar bis April 2003: Urogynäkologie, Frauenklinik der Universität Caen (P. von Theobald, Frankreich)
- Mai/Juni 2005: operative gynäkologische Onkologie, Frauenklinik der Universität Caen (P. von Theobald, Frankreich)

## Familie
Kletsel ist seit 1979 verheiratet und hat zwei Kinder.

## Mitgliedschaften
Zusammen mit Hermann P. G. Schneider, em. Direktor der Klinik für Frauenheilkunde und Geburtshilfe der Universität Münster, hat Kletsel 1999 die Deutsch-Russische Gesellschaft für Gynäkologie und Geburtshilfe gegründet und ist bis heute Ehrenmitglied der Gesellschaft.